# Skitskij
Skitskij o Ėrakkosaari (in russo Скитский, Эраккосаари; in finlandese Erakkosaari "isola degli eremiti") è la seconda isola per grandezza dell'arcipelago di Valaam, situato nella parte settentrionale del lago Ladoga. Amministrativamente fa parte del Sortaval'skij rajon della Repubblica di Carelia, nel Circondario federale nordoccidentale, in Russia.

## Geografia
Skitskij si trova direttamente sulla costa nord-occidentale dell'isola di Valaam di cui geograficamente sembra fa parte. È separata da essa a sud-ovest dallo stretto Moskovskij (Московский пролив), a sud-est dallo stretto Srednij (Средний пролив) e a nord-est dalla baia Monastyrskaja (бухта Монастырская).
L'isola è collinosa, coperta da una foresta di conifere. Nella parte settentrionale dell'isola l'altezza arriva a 51,8 metri. La costa è prevalentemente rocciosa, frastagliata, con numerose baie. Un ponte e una strada la collegano all'isola di Valaam.

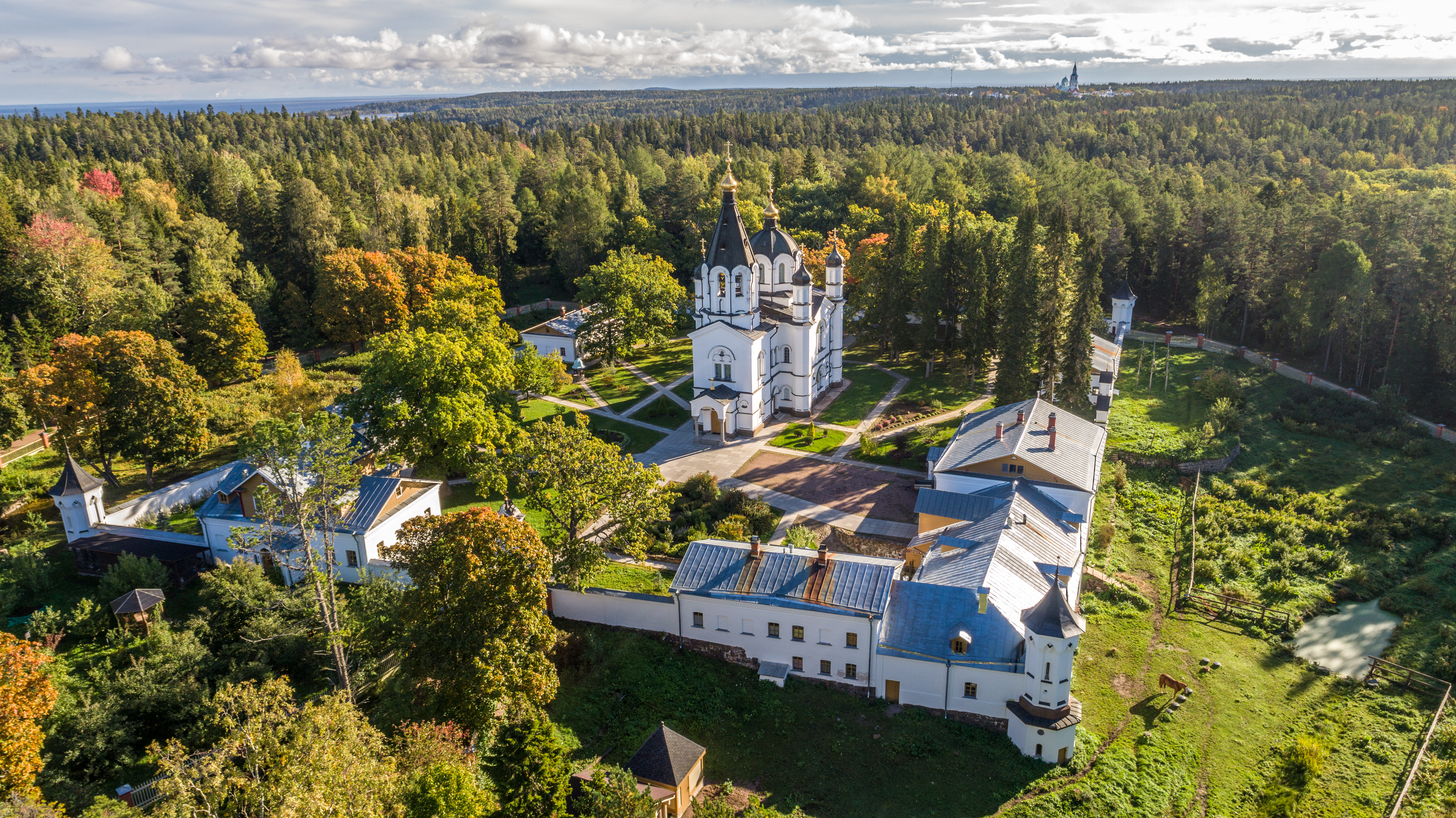
L'eremo di Tutti i Santi

## Storia
Il suo nome deriva dal Monastero di Tutti i Santi (Скит Всех Святых) o Monastero Bianco (Белый скит) che sorge sull'isola. Il monastero fu costruito sull'isola (nel 1789-1793) sul presunto sito di una cella del monaco Aleksandr Svirsky.
Nel XVIII secolo fu costruita una chiesa di legno dedicata a Sant'Aleksandr Svirskij. A metà del XIX secolo il monastero fu ricostruito dal famoso architetto russo Aleksej Maksimovič Gornostaev. Gli edifici, il recinto e le torri del monastero erano dipinti di bianco, da cui il secondo nome (Bianco).